# Заград (Бенковаць)
Заград (хорв. Zagrad) — населений пункт у Хорватії, у Задарській жупанії у складі міста Бенковаць.

## Населення
Населення за даними перепису 2011 року становило 85 осіб.
Динаміка чисельності населення поселення:

## Клімат
Середня річна температура становить 14,05 °C, середня максимальна – 28,60 °C, а середня мінімальна – 0,12 °C. Середня річна кількість опадів – 878 мм.
| Клімат поселення                              | Клімат поселення | Клімат поселення | Клімат поселення | Клімат поселення | Клімат поселення | Клімат поселення | Клімат поселення | Клімат поселення | Клімат поселення | Клімат поселення | Клімат поселення | Клімат поселення | Клімат поселення |
| Показник                                      | Січ.             | Лют.             | Бер.             | Квіт.            | Трав.            | Черв.            | Лип.             | Серп.            | Вер.             | Жовт.            | Лист.            | Груд.            |                  |
| Середній максимум, °C                         | 10,27            | 11,17            | 14,00            | 17,16            | 22,05            | 26,00            | 28,60            | 28,34            | 24,17            | 19,75            | 13,96            | 11,04            |                  |
| Середня температура, °C                       | 5,22             | 6,10             | 8,94             | 12,10            | 16,99            | 20,94            | 24,01            | 23,75            | 19,59            | 15,16            | 9,38             | 6,46             |                  |
| Середній мінімум, °C                          | 0,12             | 1,03             | 3,88             | 7,01             | 11,90            | 15,86            | 19,43            | 19,17            | 15,00            | 10,59            | 4,80             | 1,88             |                  |
| Норма опадів, мм                              | 73               | 65               | 69               | 73               | 66               | 57               | 34               | 51               | 93               | 101              | 105              | 91               |                  |
| Середньомісячна швидкість вітру, м/с          | 2.42             | 2.58             | 2.78             | 2.69             | 2.36             | 2.16             | 2.17             | 2.05             | 2.18             | 2.28             | 2.72             | 2.65             |                  |
| Середньомісячна сонячна радіація, кДж/м²·день | 5067             | 7777             | 11446            | 16247            | 20312            | 22630            | 24216            | 21136            | 15650            | 9929             | 5489             | 4338             |                  |
| --------------------------------------------- | ---------------- | ---------------- | ---------------- | ---------------- | ---------------- | ---------------- | ---------------- | ---------------- | ---------------- | ---------------- | ---------------- | ---------------- | ---------------- |
| Джерело:                                      |                  |                  |                  |                  |                  |                  |                  |                  |                  |                  |                  |                  |                  |